# Едуард-Жан Дамбурже
Едуард-Жан Дамбурже (фр. Édouard-Jean Dambourgez; 14 листопада 1844, По — 15 січня 1931, Париж (III округ), французький художник і гравер.

## Життєпис
Учень Жюля Лефевра та Гюстава Буланже, Едуард-Жан Дамбуржез намалював літографським пером матрицю 20-сантимової синьої марки Сереса у жовтні 1870 року,  яка була надрукована у Бордо Оже Делілем, літографом, для випуску 13 листопада, у розпал франко-прусської війни.
Спеціалізувався на хромолітографії. Він виставлявся в Салоні французьких художників у 1880 році та отримав там почесну згадку.
У 1884 році він вигравіював для каталогу Колекції предметів мистецтва M. Тьєра, заповіданого музею Лувр, написаного Шарлем Бланом (Éditions Jouaust і Sigaut) більшість кольорових пластин.
У 1888 році критик Альберт Вольф помітив його картину «Крамниця сиру» на виставці в Салоні французьких художників. У 1891 році міська влада Парижа купила у нього велике полотно La Marchande de crème et fromages aux Halles. ; у 1921 році вона знову купила у нього полотно під назвою Canal à Dordrecht.
Відповідно до Revue des beaux-arts, його стиль у живописі еволюціонує від реалізму до натуралізму, а потім стає «відверто імпресіоніст з 1894 року. Художник залишив Париж у 1896 році, щоб подорожувати до Іспанії, Італії та Марокко, звідки він привіз пейзажі та портрети, які цінував Шарль Іріарт.
З 1883 року він був членом Товариства французьких художників. З 1879 року брав участь у Салоні французьких художників, Осінньому салоні, Салоні незалежних і Салоні Марсового поля (фр. Salon du Champ-de-Mars). Він отримав почесну відзнаку в 1888 році та почесну згадку в 1891 році.

## Роботи
- L'Écaillère на кухні, 1885, полотно, олія[4].
- Ранок у нічному притулку, 1891, полотно, олія[5].
- La Pêcheuse aux Halles (вранці), 1894, полотно, олія[6].
- Човни в Дордрехті, 1904, полотно, олія[7].
- Воллендам (Голландія), 1904, полотно, олія[7].
- Венеція (Кьоджа), 1904, полотно, олія[7].

### Естампи

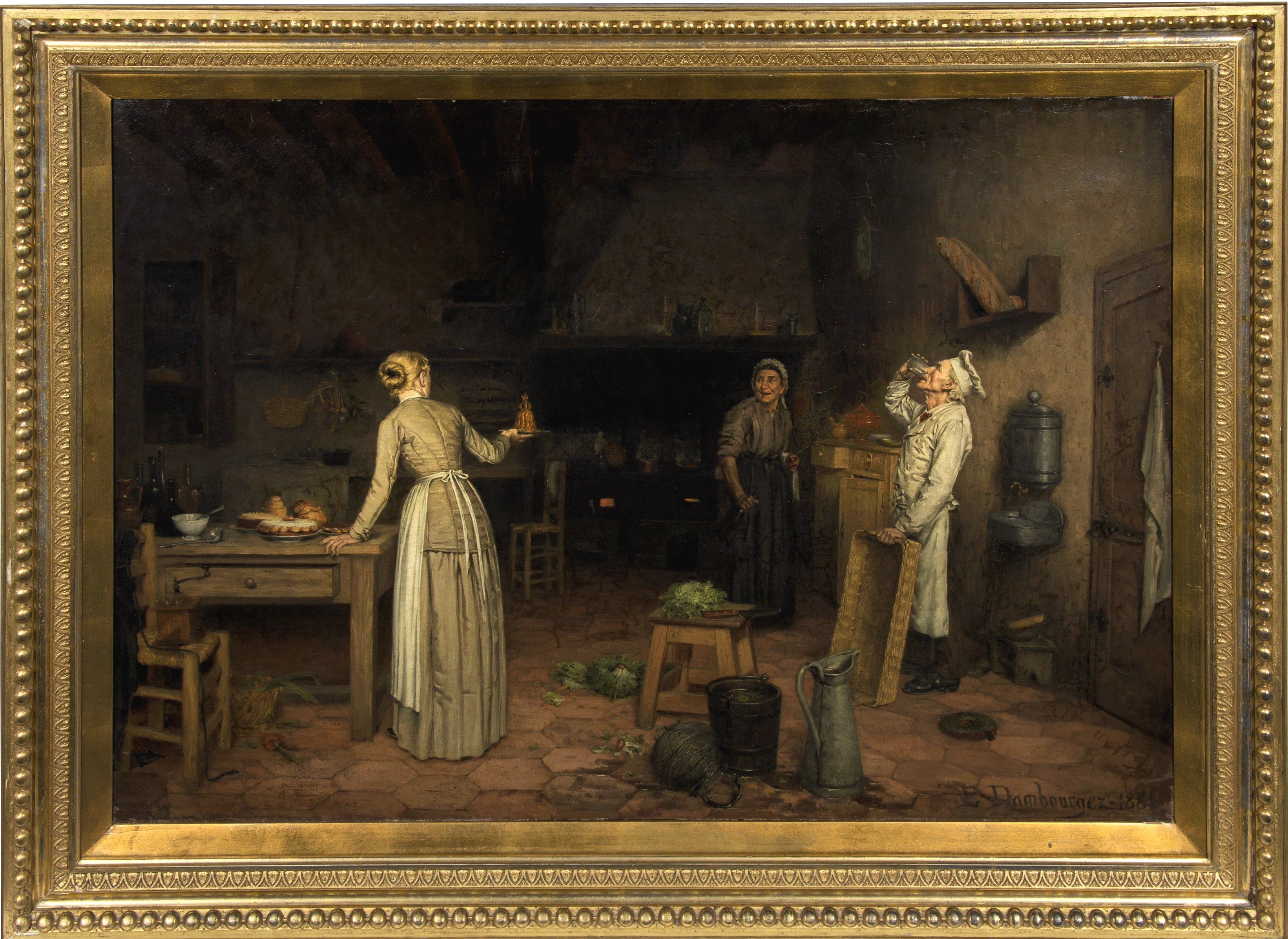
La Salade interrompue (1881), місцезнаходження невідоме.

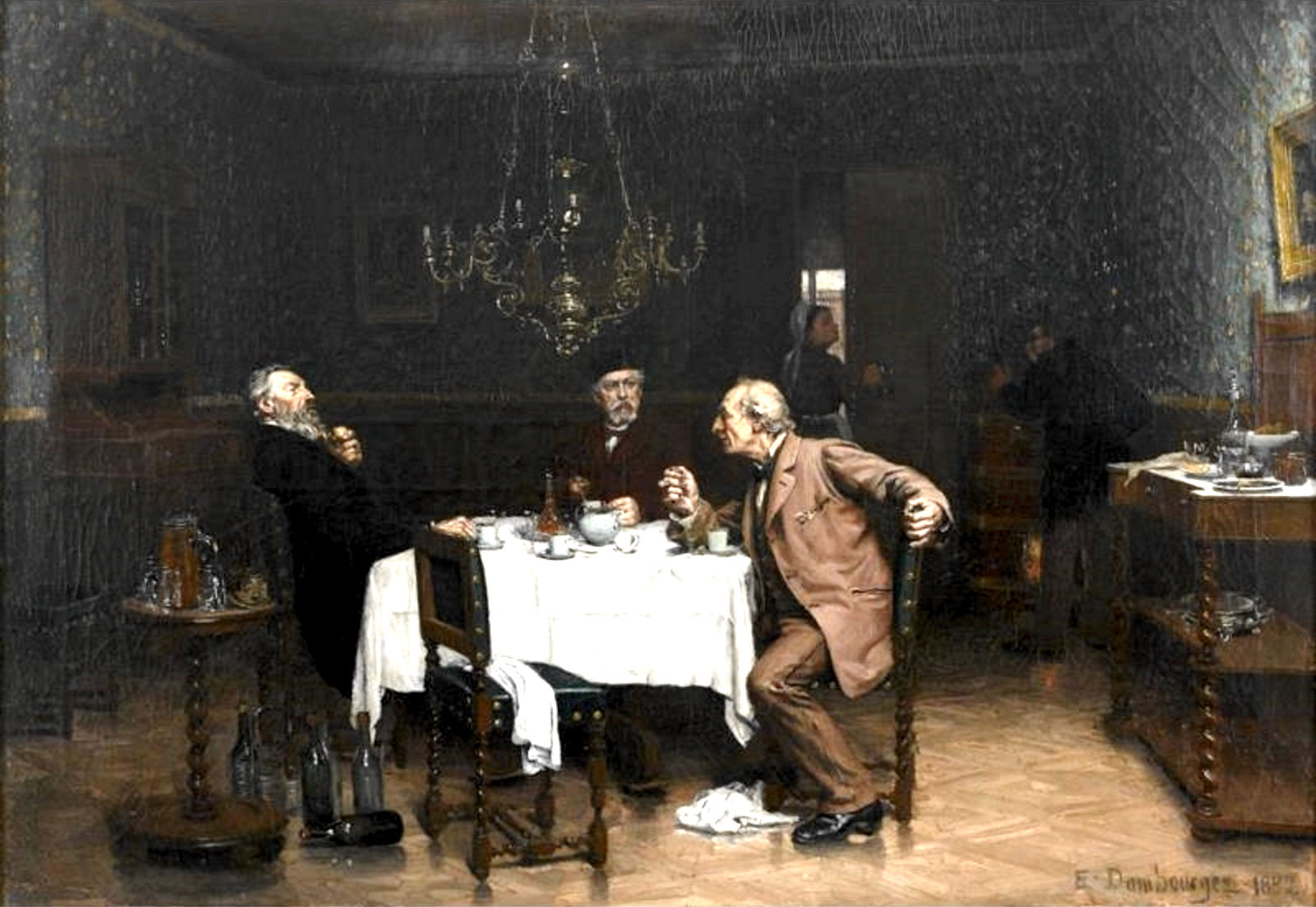
Chez un ami (1882), місцезнаходження невідоме.

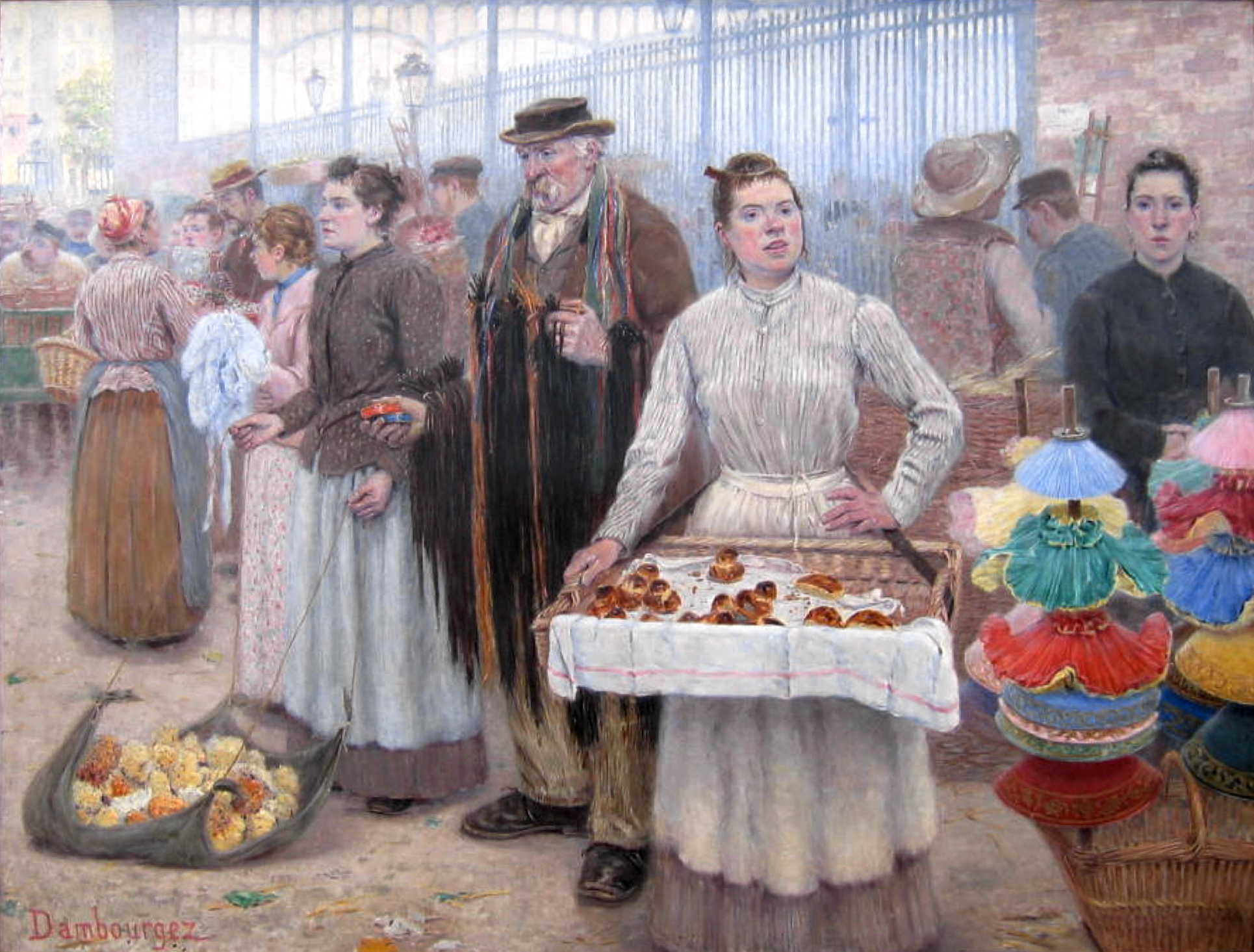
Les Camelots aux Halles (1893), місцезнаходження невідоме.

- Генрієтта де Вітт, Літописці історії Франції від витоків до XVI століття, 4 томи, хромолітографії за композиціями Етьєна Антуана Ежена Ронжа, Париж, Ашетт, 1883-1886 (онлайн на Gallica).